# باول جي. هوفمان
باول جي. هوفمان (بالإنجليزية: Paul G. Hoffman)‏ هو اقتصادي أمريكي، ولد في 26 أبريل 1891 في وسترن سبرينغ في الولايات المتحدة، وتوفي في 8 أكتوبر 1974 في نيويورك في الولايات المتحدة.

## وصلات خارجية
- باول جي. هوفمان على موقع الموسوعة البريطانية (الإنجليزية)
- باول جي. هوفمان على موقع مونزينجر (الألمانية)